# 1541 Estonia

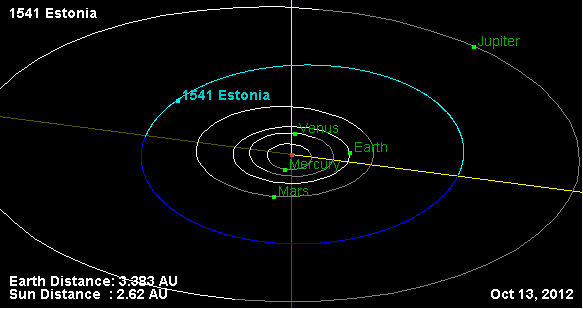

1541 Estonia è un asteroide della fascia principale del diametro medio di circa 20,2 km. Scoperto nel 1939, presenta un'orbita caratterizzata da un semiasse maggiore pari a 2,7693860 UA e da un'eccentricità di 0,0671844, inclinata di 4,88183° rispetto all'eclittica.
L'asteroide prende il nome dalla nazione dell'Estonia.